# Krusdorf
Krusdorf è una frazione di 391 abitanti del comune austriaco di Straden, nel distretto di Südoststeiermark (Stiria). Già comune autonomo, il 1º gennaio 2015 è stato aggregato a Straden assieme agli altri comuni soppressi di Hof bei Straden e Stainz bei Straden.